# Clute (Teksas)
Clute je grad u američkoj saveznoj državi Teksas. Prema popisu stanovništva iz 2010. u njemu je živjelo 11.211 stanovnika.